# 果园新村街道
果园新村街道，是中华人民共和国天津市北辰区下辖的一个乡镇级行政单位，是北辰区政府驻地。

## 行政区划
果园新村街道下辖以下地区：
东升里第一社区、果园里社区、东升里第二社区、丹凤里社区、朝阳里社区、旭日里社区、霞光里社区、新华里社区、双发温泉花园社区和都旺新城社区。